# 阿道弗·罗德里格斯·萨阿
阿道弗·罗德里格斯·萨阿（西班牙語：Adolfo Rodríguez Saá，西班牙語發音：[aˈðolfo roˈðɾiɣes sa'a] ⓘ；1947年7月25日—），阿根廷前代总统。
萨阿是一名律师，生于阿根廷圣路易斯市，1971年毕业于布宜诺斯艾利斯大学法律系，1973年当选为圣路易省议员。1983年当选为圣路易省省长。2001年12月23日在阿根廷立法大会上被推选为阿根廷临时总统，原定任期到明年4月5日，29日萨阿就任不到一周就发生内阁危机，由于群众示威抗议刚刚就职的萨阿政府继续实行限制民众从银行提款的措施，还任命了一批有劣迹嫌疑的官员担任新政府的要职。其中，布宜诺斯艾利斯市前市长卡洛斯·格罗索当政两年，身负10多桩指控，有贪污嫌疑，23日被任命为内阁首席顾问。格罗索首先向总统提出辞职，并进一步引发了内阁总辞职。30日萨阿宣布辞去临时总统职务，由阿根廷众议院议长爱德华多·卡马尼奥31日代为执行任阿根廷总统的行政权力。
2003年4月阿根廷总统大选，萨阿曾参加，位于第四，获14.1%的选票。2005年他当选为圣路易斯省参议员，他的弟弟阿尔韦托·萨阿（Alberto Rodríguez Saá）是现任圣路易省省长。
| 前任： 拉蒙·普埃尔塔        | 临时总统 2001            | 繼任： 爱德华多·奥斯卡·卡马尼奥 |
| 前任： 乌戈·迪里西奥 (实际) | 圣路易斯省省长 1983-2001 | 繼任： 玛丽亚·艾莉西亚·莱梅     |